# Rio Verde (Minas Gerais)

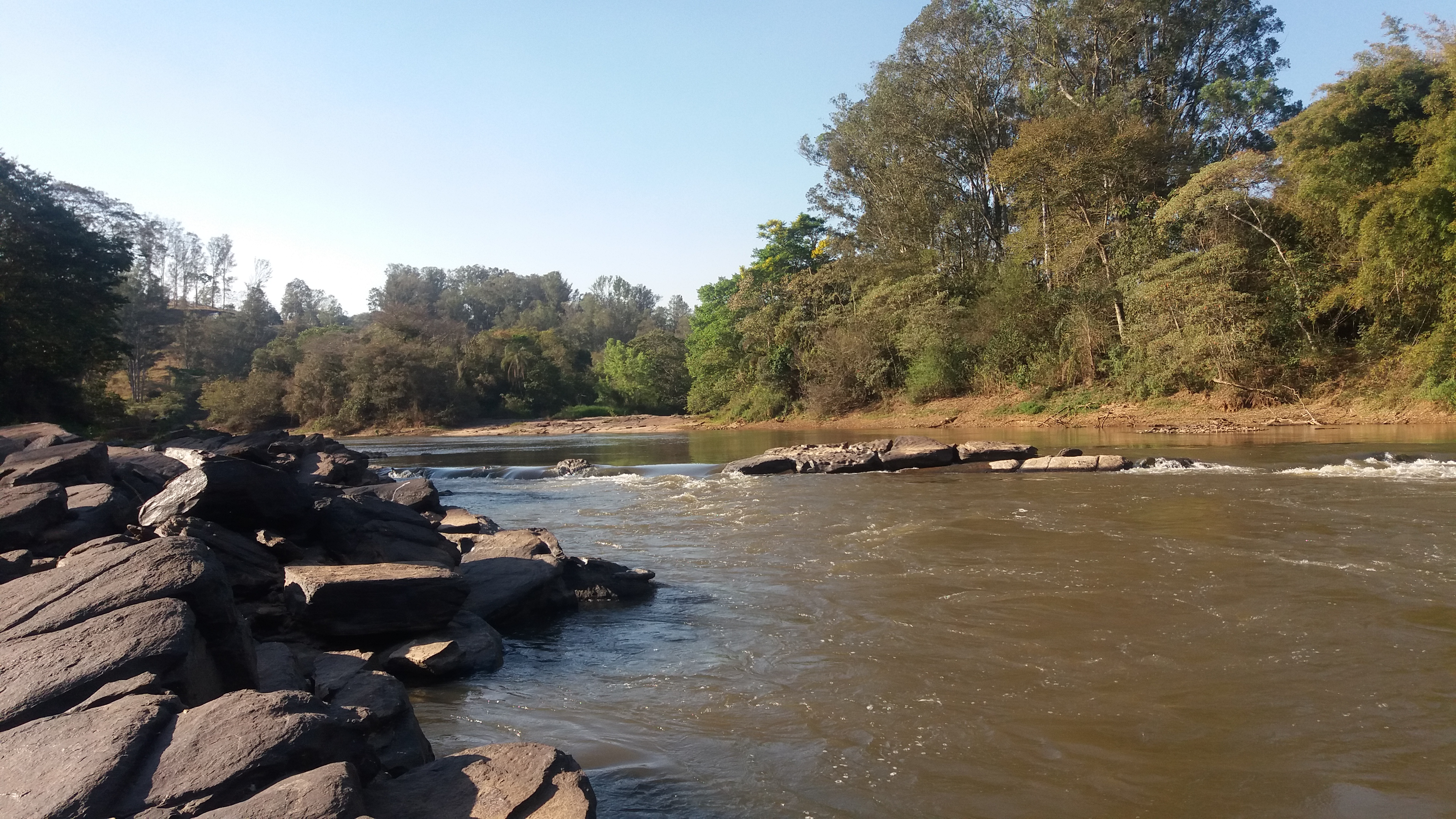
Trecho do Rio Verde em Varginha

O rio Verde é um curso de água do estado de Minas Gerais que nasce na serra da Mantiqueira, na divisa dos municípios de Itanhandu e Passa Quatro, e deságua no lago de Furnas, no limite entre os municípios de Três Pontas e Elói Mendes.

## Bacia hidrográfica
Sua bacia hidrográfica banha 31 municípios: Aiuruoca, Alagoa, Baependi, Cambuquira, Campanha, Carmo da Cachoeira, Carmo de Minas, Caxambu, Conceição do Rio Verde, Cristina, Dom Viçoso, Elói Mendes, Itamonte, Itanhandu, Jesuânia, Lambari, Monsenhor Paulo, Olímpio Noronha, Passa Quatro, Pedralva, Pouso Alto, São Gonçalo do Sapucaí, São Lourenço, São Sebastião do Rio Verde, São Tomé das Letras, Soledade de Minas, Três Corações, Três Pontas, Varginha e Virgínia.